# Скотт Дуглас Альтман
Скотт Дуглас Альтман (англ. Scott Douglas Altman; 15 серпня 1959, Лінкольн) — американський військовий льотчик, льотчик-випробувач, астронавт. Зробив чотири польоти в космос загальною тривалістю 51 добу 12г 47 хвилин. Загальний наліт понад 5000 годин на більш ніж 40 типах літальних апаратів. Капітан Військово-морських сил США у відставці.

## Освіта
- У 1977 році закінчив середню школу «Пекін Ком'юніті Хай Скул» (англ. Pekin Community High School) в місті Пекін штату Іллінойс.
- У 1981 році закінчив Іллінойський університет і отримав ступінь бакалавра наук в авіаційній і космічній техніці.
- У 1990 році закінчив Школу підвищення кваліфікації ВМС США (Naval Postgraduate School) і отримав ступінь магістра наук з аерокосмічної техніки.

## Військова служба
- У 1981 році призваний на військову службу у Військово-морські сили США (ВМС США), в серпні 1981 року закінчив Школу офіцерського резерву. Присвоєно військове звання Ensign ВМС (молодший лейтенант).
- У лютому 1983 року отримав кваліфікацію пілота ВМС (золоті крила пілота — «wings of gold»). Отримав призначення в 51-шу винищувальну ескадрилью на авіастанцію ВМС Мірамар в Сан-Дієго, Каліфорнія. Літав на F-14A «Томкет». У складі ескадрильї брав участь у двох бойових походах в західну частину Тихого океану і в Індійський океан.
- З серпня 1987 проходив навчання в Школі підвищення кваліфікації ВМС США та Школі льотчиків-випробувачів, які закінчив у червні 1990 року.[1]
- З 1990 року — льотчик-випробувач модифікацій літака F-14, участь в оцінці з боку ВМС експериментального літака ВПС F-15 S/MTD
- У 1992 році направлений в 31-шу винищувальну ескадрилью на авіастанцію Мірамар для забезпечення першого оперативного розгортання літаків F-14D Super Tomcat, був призначений офіцером з технічного обслуговування, а пізніше — офіцером оперативного відділу штабу ескадрильї.
- У 1993 році протягом шести місяців брав участь у польотах над Південним Іраком як ведучий штурмовиків при проведенні операції «Південний дозор» (Southern Watch).
- У 1994 році присвоєно військове звання лейтенант-командер ВМС (капітан 3 рангу)
- У 2000 році присвоєно військове звання командер ВМС (капітан 2 рангу)
- У 2006 році присвоєно військове звання капітан ВМС (капітан 1 рангу), у відставці.